# 얌볼주

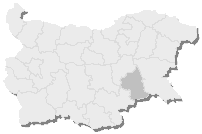
얌볼 주의 위치

얌볼주(불가리아어: Област Ямбол)는 불가리아 남동부에 위치한 주로, 주도는 얌볼이며 면적은 3,335.5km2, 인구는 141,157명, 자동차 번호는 Y이다.
남쪽으로는 터키와 국경을 접하고 있고 남서쪽으로는 하스코보 주, 서쪽으로는 스타라자고라 주, 북서쪽과 북쪽으로는 슬리벤 주, 북동쪽과 동쪽으로는 부르가스 주와 접한다. 5개 시를 관할한다.

## 인구
| 연도                      | 인구    | ±%     |
| ------------------------- | ------- | ------ |
| 1946                      | 211,152 | —      |
| 1956                      | 221,629 | +5.0%  |
| 1965                      | 216,963 | −2.1%  |
| 1975                      | 183,214 | −15.6% |
| 1985                      | 183,029 | −0.1%  |
| 1992                      | 175,839 | −3.9%  |
| 2001                      | 156,070 | −11.2% |
| 2011                      | 131,447 | −15.8% |
| 2021                      | 109,693 | −16.5% |
| 출처: pop-stat.mashke.org |         |        |

## 같이 보기
- 불가리아의 주